# Hoya edenii
Hoya edenii är en oleanderväxtart som beskrevs av George King och Joseph Dalton Hooker. Hoya edenii ingår i släktet Hoya och familjen oleanderväxter. Inga underarter finns listade i Catalogue of Life.